# José Diosdado Prat García
José Diosdado Prat García (Albacete, 10 d'agost de 1905 - Madrid, 17 de maig de 1994) fou un advocat i polític espanyol. Influït des de la seva joventut per la formació  krausista i liberal del seu pare, va estudiar dret a la Universitat de Granada, on va obtenir la llicenciatura en 1925 i va entaular contacte amb el catedràtic socialista Fernando de los Ríos. Després d'obtenir la plaça de tinent auditor del Cos Jurídic Militar, va impulsar a Burgos diverses activitats culturals i va col·laborar en la premsa local de la ciutat castellana. En 1930 va aconseguir el lloc de lletrat del Consell d'Estat, i durant els primers mesos de la  República va participar en una comissió formada en el Ministeri de la Guerra per a revisar l'obra legislativa de la Dictadura. Aquest mateix any va ingressar en el PSOE, on va ser membre fundador de l'Associació d'Advocats Socialistes i assessor jurídic de la Federació Nacional de Treballadors de la Terra integrada en la UGT.
Membre del Consell de l'Institut de Reforma Agrària, en 1933 va ser elegit diputat per Albacete i va formar part de diverses comissions parlamentàries. El seu desacord amb la decisió socialista d'impulsar un moviment revolucionari a l'octubre de 1934 no li va impedir defensar activament a companys jutjats en diversos consells de guerra. Aquesta mostra de solidaritat li va permetre resultar novament electe per Albacete en les eleccions generals espanyoles de 1936, dintre del corrent més moderat del PSOE. Durant la guerra civil espanyola va ser nomenat Director General del Contenciós (setembre 1936), sotssecretari de la Presidència del Govern de Juan Negrín. Va donar la constitució del Consell Nacional de Defensa i, després de la derrota, va participar en les sessions parisenques de la Diputació Permanent, on, per sobre de la lluita Negrín-Prieto per controlar els enormes fons expatriats pel primer, va cridar l'atenció sobre les necessitats dels refugiats espanyols a França.
Durant el seu llarg exili, va treballar en la Secretaria del PSOE encarregada dels refugiats i va intentar conciliar les postures enfrontades de Prieto i Negrín. Més tard, va traslladar la seva residència a Colòmbia, on, de 1939 a 1976, va impartir classes d'Història i Literatura en la Universitat de Bogotá. Va fundar la Casa d'Espanya a Colòmbia, i va col·laborar en la premsa de la capital. Tornat de l'exili en 1976, es va presentar sense èxit en les eleccions generals espanyoles de 1977 dintre d'una candidatura del PSOE-històric en l'Aliança Socialista Democràtica. Després del fracàs, facilità el procés de reunificació amb el sector renovat del partit. Va ser senador per Madrid en 1979; 1982 i 1986, i president de l'Ateneu de Madrid. Era membre de la francmaçoneria.